# خاویر گرمن
خاویر گرمن (انگلیسی: Javier Germán؛ زادهٔ ۱۵ ژوئن ۱۹۷۱) بازیکن فوتبال اهل اسپانیا است.